# Филиппович, Юлиан
Юлиан Филиппо́вич (польск. Julian Filipowicz; 13 сентября 1895 — 14 августа 1945) — бригадный генерал Войска Польского, посмертно произведён в генерал-майоры. Участник Второй мировой войны.

## Биография
Родился 13 сентября 1895 года в имении Вязьковице в семье Антония и Юстины Дерповских. У него также было два брата — Павел и Тадеуш, подполковники артиллерии, которые были убиты в 1940 году в Харькове.
В 1913 году окончил реальное училище в Лемберге, затем учился в тамошнем Политехническом училище.
После начала Первой мировой войны 6 августа 1914 года вступил добровольцем в первую бригаду польских легионов. До июля 1917 года воевал в 1-м уланском полку. С 5 февраля по 31 марта 1917 года был слушателем кавалерийского офицерского курса при 1-м Уланском полку в Остроленке. Курс окончил с отличием.
В то время имел звание вахмистра. 23 июля 1917 года, после присяги, стал членом польского вспомогательного корпуса в Галиции. 21 ноября того же года по подозрению в враждебной агитации и подготовке бунта/восстания был арестован и на два месяца заключен в тюрьму в крепости Перемышль. После освобождения, в январе 1918 года был призван в 8-й уланский полк армии, дислоцировавшийся в Трансильвании. В июне 1918 года получил отпуск, затем дезертировал и вступил в польскую военную организацию на Люблинщине.
Во время пребывания во Львове в ноябре 1918 года вступил в отряд капитана Мечислава Боруты-Шпиховича, как только началась война с Украиной. С 7 ноября 1918 года был разведчиком во 2 — й батарее, командиром которой был его брат — лейтенант Тадеуш Филиппович, с 5 декабря 1918 года — в 1-й батарее 1-го Львовского полкового артиллерийского полка, а с 31 декабря 1918 года-в 1-й батарее 4-го полкового артиллерийского полка. В июне переведен в 11-й уланский легионерский полк в качестве командира эскадрона в войне с большевиками. Уже в октябре был направлен в офицерскую школу, после окончания которой в апреле 1920 года стал инструктором и связным при 6-й украинской дивизии. В июле того же года он был произведен в лейтенанты. В августе вернулся в родной 11-й уланский полк в качестве командира.
После окончания войны остался в 11-м полку на посту командира эскадрильи. С 15 августа 1924 года, после повышения до майора, он был командиром унтер-офицерской школы в своем полку. Во время майского переворота направил полк по тревоге в Варшаву, где поддержал войска Пилсудского. 23 мая 1927 года назначен заместителем командира полка.
В 1928—1930 годах был слушателем высшего военного училища в Варшаве. С 1 ноября 1930 года, после окончания курса и получения ученого диплома дипломированного офицера, был назначен командиром 7-го Люблинского Уланского полка в Минске-Мазовецком. 4 июля 1935 года принял командование 3-м конным стрелковым полком в Волковыске.
В июне 1939 года ему было поручено командование Волынской кавалерийской бригадой в Ровно. Он возглавил бригаду во время сентябрьской кампании, в том числе и во время Битвы при Мокрой.
23 сентября 1939 года он распустил остатки своего подразделения и в гражданской одежде пробрался в Варшаву, где вступил в деятельность подпольной службы Союза вооруженной борьбы. Уже в начале 1940 года он был арестован гестапо и заключен в тюрьму на Павиаке, из которой он сбежал 10 мая 1940 года, спрятавшись в грузовике для вывоза мусора.
После побега и выздоровления он возглавил Краковский округ, которым командовал до марта 1941 года. Вновь арестован и заключен в тюрьму на улице Монтелупич, где подвергался пыткам во время допросов. Потеряв сознание, он был ошибочно объявлен мертвым и доставлен в морг, из которого сбежал после того, как пришел в сознание. Во время пребывания в тюрьме и во время побега он заболел туберкулезом. Эвакуирован в Отвоцк, где находился в частном пансионе возле пульмонологического санатория. В связи с отсутствием возможности вернуться в Краков, он был назначен командующим Белостокским округом АК. Из-за тяжелой болезни он не смог занять новую должность, был уволен и переведен в личный резерв. 15 августа 1942 года был произведен в бригадные генералы по просьбе главного коменданта АК. По просьбе министра национальной обороны Президент Польши Анджей Дуда постановлением от 11 июля 2019 года назначил его посмертно генерал-майором.